# Berik Köpeschow
Berik Änuarbekuly Köpeschow (kasachisch Берік Әнуарбекұлы Көпешов, russisch Берик Ануарбекович Купешов Berik Anuarbekowitsch Kupeschow; * 30. Januar 1987, Qysylorda, Kasachstan) ist ein ehemaliger kasachischer Radrennfahrer.
Als Juniorenfahrer wurde er im Bahnradsport 2004 Dritter der Asian-Junior-Games im Scratch und 2005 Zweiter in der Einerverfolgung. In der Erwachsenenklasse wurde er bei den UCI-Bahn-Weltmeisterschaften 2011 im niederländischen Apeldoorn im Punktefahren 12. und 21. im 1000 Meter-Zeitfahren.
Auf der Straße fuhr Köpeschow 2008 und 2009 für das ProTeam Astana, konnte aber keine vorderen Platzierungen in Rennen des internationalen Kalenders erringen. Bei den nationalen Zeitfahrmeisterschaften wurde er 2010 Fünfter und 2011 Vierter.

## Erfolge
2004
- Asian Junior Games – Scratch

2005
- Asian Junior Games – Einerverfolgung

## Teams
- 2007 Storez Ledecq Materiaux
- 2008 Astana
- 2009 Astana